# Fredric Pettersson
Ne pas confondre avec le handballeur suédois Fredrik Petersen ou le hockeyeur Fredrik Pettersson.
Pour les articles homonymes, voir Pettersson.
Fredric Pettersson, né le 11 février 1989 à Jönköping, est un handballeur international suédois évoluant au poste de pivot. 
Après avoir rejoint la France et le Fenix Toulouse Handball en 2016, il est recruté en 2018 par le Montpellier Handball afin de remplacer Ludovic Fabregas. Il retourne à Toulouse 3 ans plus tard.
Avec l'équipe nationale de Suède, il atteint la finale du Championnat d'Europe 2018 puis du Championnat du monde 2021.

## Palmarès

### Club
compétitions nationales
- vainqueur du Championnat de Suède (2) : 2015, 2016
- Vainqueur du Trophée des champions (1) : 2018
- Deuxième du Championnat de France (1) : 2011, 2019
- Finaliste de la Coupe de la Ligue (1) : 2019

### Sélection nationale
Championnat d'Europe
- Finaliste au Championnat d'Europe 2018
- 7e place au Championnat d'Europe 2020

Championnats du monde
- 6e place au Championnat du monde 2017
- 5e place au Championnat du monde 2019
- Finaliste au Championnat du monde 2021